# Вилафалето
Вилафалѐто (на италиански: Villafalletto; на пиемонтски: Vila Falèt, Вила Фалет) е малко градче и община в Северна Италия, провинция Кунео, регион Пиемонт. Разположено е на 431 m надморска височина. Населението на общината е 2924 души (към 2010 г.).